# Giannis Stournaras

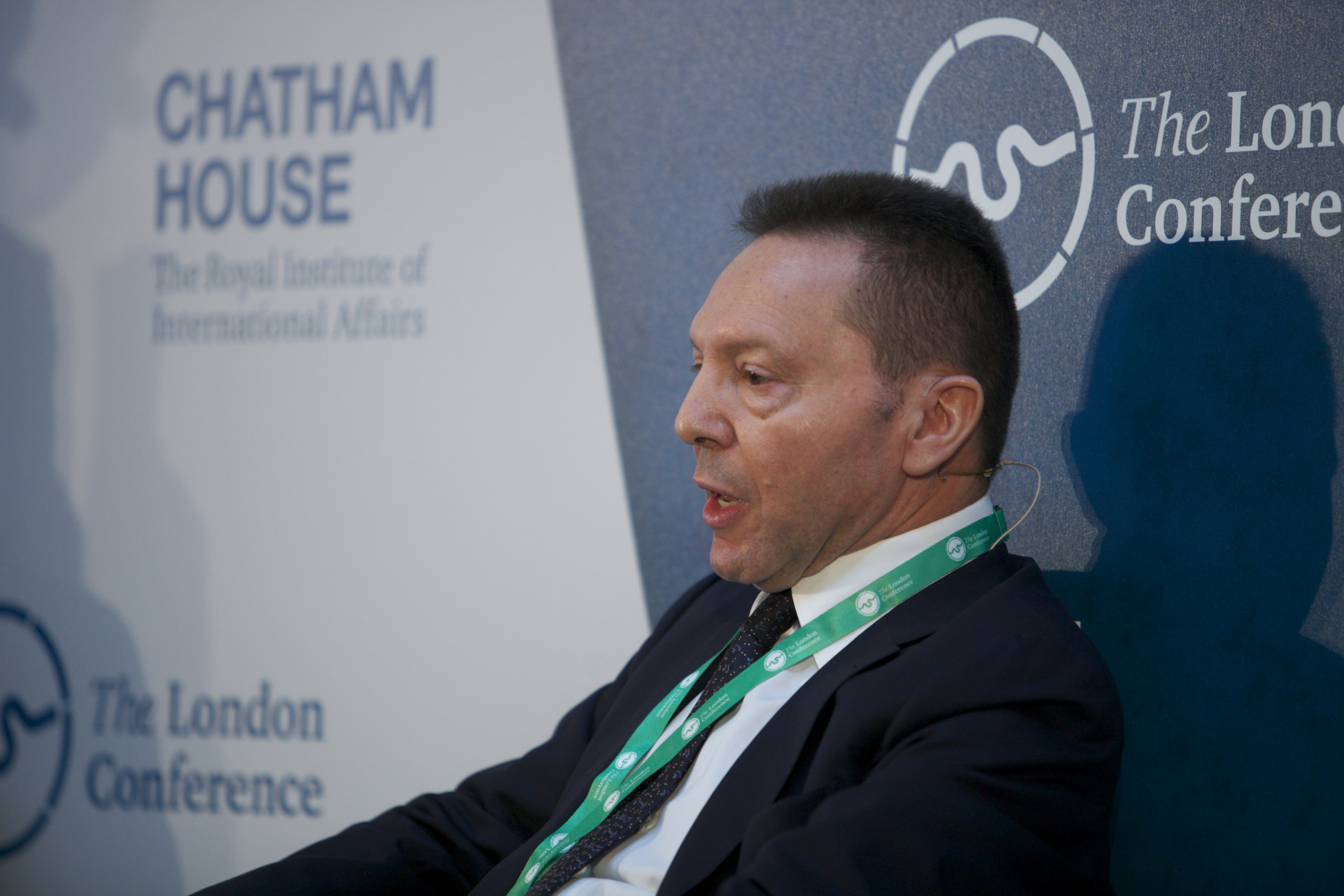
Giannis Stournaras (2015)

Giannis Stournaras (griechisch Γιάννης Στουρνάρας, auch Yannis Stournaras oder Ioannis Stournaras transkribiert; * 10. Dezember 1956 in Athen) war von 2012 bis 2014 Finanzminister von Griechenland.
Seit dem 10. Juni 2014 ist er Präsident der Bank von Griechenland. 

## Leben
Stournaras schloss im Jahr 1978 ein Studium der Wirtschaftswissenschaften an der Universität Athen ab und absolvierte anschließend ein Postgraduiertenstudium in Wirtschaftstheorie und -politik an der University of Oxford, das er 1980 mit dem Mastergrad und 1982 mit der Promotion abschloss. Danach war er bis 1986 wissenschaftlicher Mitarbeiter und Lehrbeauftragter am St. Catherine’s College und am Institute for Energy Studies, beides in Oxford.
Von 1994 bis Juli 2000 war er Vorsitzender des Beraterstabs im griechischen Ministerium für Wirtschaft und Finanzen. Er war an der Gestaltung und Umsetzung der EU-Konvergenz-Programme beteiligt und vertrat das Ministerium beim Währungsausschuss der EU. Als Chef-Wirtschaftsberater von Ministerpräsident Kostas Simitis nahm er an den Verhandlungen über den Beitritt Griechenlands zur Europäischen Wirtschafts- und Währungsunion (EWWU) teil. 
Von 1994 bis 1997 war er stellvertretender Vorsitzender des ehemals staatlichen Erdgasversorgers DEPA (Beteiligungsunternehmen von Hellenic Petroleum) und Mitglied des Vorstandes der Öffentlichen Schuldenverwaltung (von 1998 bis Juli 2000). 
Von Juli 2000 bis März 2004 war er Vorstandsvorsitzender der ehemals staatseigenen Emporiki Bank und stellvertretender Vorsitzender des griechischen Bankenverbandes. Während dieser Zeit wurde die Emporiki Bank grundlegend umstrukturiert. Von 2005 bis 2008 war Stournaras Geschäftsführer des Unternehmens Kappa Securities, anschließend Generaldirektor der Stiftung für Industrie- und Wirtschaftsforschung (IOBE), einer Denkfabrik der National Bank of Greece. 
Er ist Professor für Wirtschaftswissenschaft an der Universität Athen.
Stournaras bekleidete im Mai und Juni 2012 als Nachfolger von Anna Diamantopoulou das Amt des Ministers für Wirtschaftsförderung, Wettbewerb und Seefahrt (Wirtschaftsministers) in der Übergangsregierung von Panagiotis Pikrammenos. 
Am 26. Juni 2012 gab Regierungschef Andonis Samaras seine Berufung zum Finanzminister im Kabinett Samaras bekannt. Am 5. Juli 2012 wurde er für dieses Amt vereidigt. 
Der zuvor ins Amt berufene Vasilis Rapanos trat nach einem Schwächeanfall das Amt nicht an.
Am 10. Juni 2014 wurde er zum Chef der Griechischen Staatsbank berufen. Im Finanzministerium folgte ihm Gikas Chardouvelis.